# Miss Violence
Pour plus de détails, voir Fiche technique et Distribution.
Miss Violence est un film dramatique grec coproduit, coécrit et réalisé par Alexandros Avranas, sorti en 2013.
Le film est présenté à la Mostra de Venise 2013, où Avranas remporte le Lion d'argent du meilleur réalisateur. Il est également projeté au cours d'une séance consacrée au cinéma grec au Festival international du film de Toronto 2013.

## Synopsis
Pour son onzième anniversaire, Angeliki se suicide en sautant du balcon. Un sourire éclaire son visage lorsqu'elle est découverte. Alors que les autorités tentent de comprendre ce qui l'a amené à cela, sa famille insiste pour dire que sa mort n'est qu'un accident.

## Fiche technique
- Titre original : Miss Violence
- Réalisation : Alexandros Avranas
- Scénario : Alexandros Avranas et Kostas Peroulis
- Décors : Thanassis Demiris et Eva Manidaki
- Costumes : Despina Chimona
- Photographie : Olympia Mytilinaiou
- Son : Nikos Bougioukos
- Montage : Nikos Helidonidis
- Musique :
- Production : Alexandros Avranas et Vasilis Chrysanthopoulos
- Sociétés de production : Faliro House Productions et Plays2place Productions
- Distribution :
- Budget :
- Pays d’origine :  Grèce
- Langue : grec moderne
- Format : Couleur -
- Genre : Film dramatique
- Durée : 98 minutes
- Dates de sortie :
- Italie : 1er septembre 2013 (Mostra de Venise 2013)
  -  Grèce : 21 novembre 2013

## Distribution
- Thémis Pánou: le père
- Rena Pittaki: la mère
- Eleni Roussinou: Eleni
- Sissy Toumasi: Myrto
- Kalliopi Zontanou: Alkmini
- Constantinos Athanasiades: Philippos
- Chloe Bolota: Angeliki

## Distinctions

### Récompenses
- Mostra de Venise 2013 :
  - Lion d'argent du meilleur réalisateur pour Alexandros Avranas
  - Coupe Volpi du meilleur acteur pour Thémis Pánou

### Nominations et sélections
- Festival international du film de Thessalonique 2013
- Festival international du film de Toronto 2013 : sélection « City to City: Athens »
- Festival international du film de Vancouver 2013